# Frankenfels

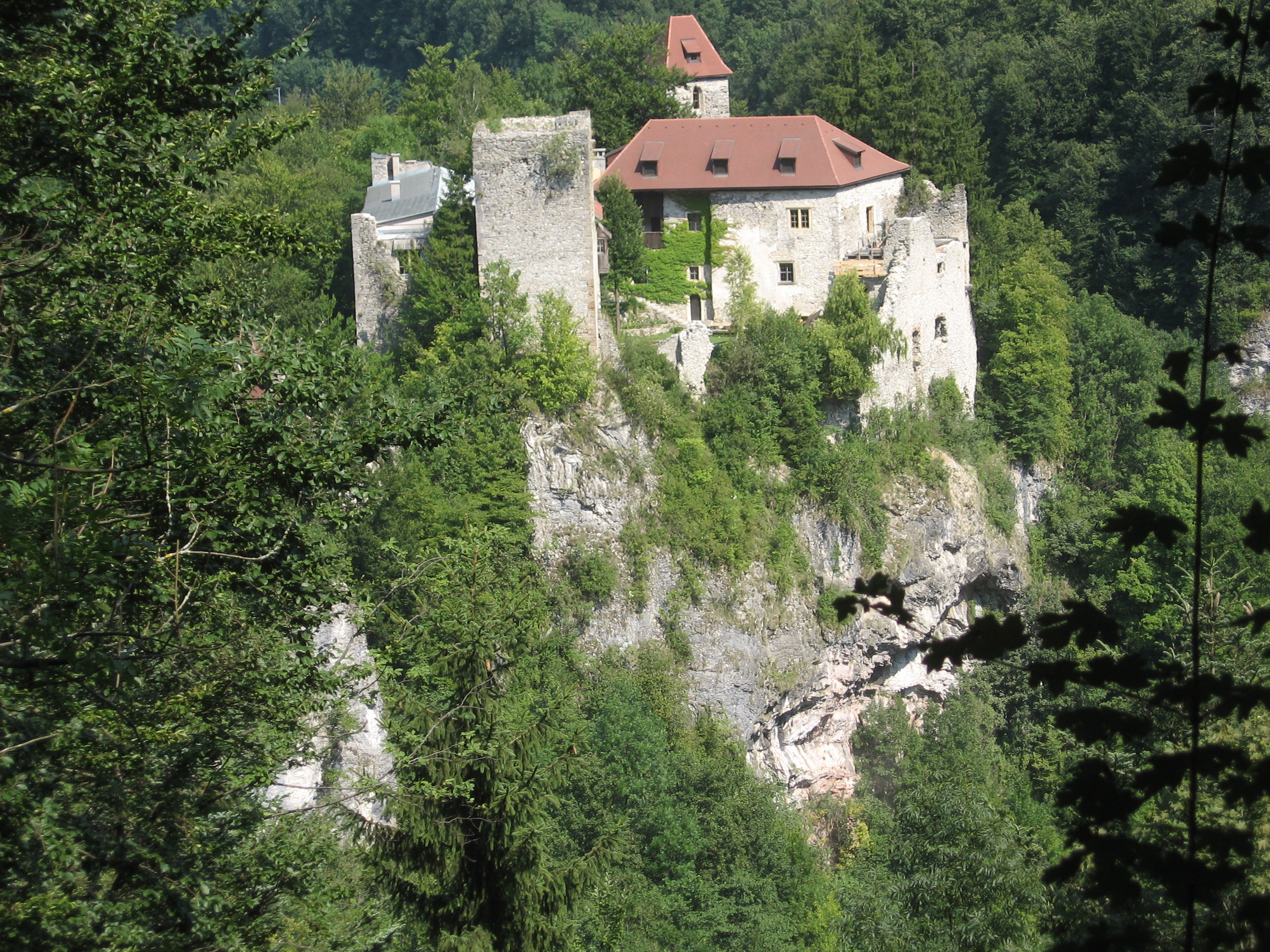
Burg Weißenburg.

Frankenfels är en köpingskommun i distriktet Sankt Pölten-Land i det österrikiska förbundslandet Niederösterreich. Kommunen har 1 894 invånare (2024).
I kommunen Frankenfels finns bland annat Burg Weißenburg som har anor från 1100-talet.